# The Essential Johnny Cash
The Essential Johnny Cash je dvostruka kompilacija Johnnyja Casha, objavljena kao dio Sonyjeve Esential serije. Sastavljena je kako bi se odala počast Cashovom 70. rođendanu. Nema veze s istoimenim trostrukim box-setom Columbia Recordsa iz 1992.
Dvostruki album uglavnom obuhvaća Cashovih prvih 15 godina kad je snimao za Sun Records i Columbiju, a na albumu se nalazi i osam pjesama snimljenih nakon sedamdesetih. Cashov opus pod palicom Ricka Rubina za American Recordings nije obuhvaćen - Cashov posljednji hit singl, "Hurt" je objavljen deset mjeseci kasnije.
Među 36 pjesama na kompilaciji se nalaze i dvije koje se nikad prije nisu pojavile na Cashovim albumima: "Girl from the North Country" s albuma Boba Dylana Nashville Skyline iz 1969., te "The Wanderer" s albuma Zooropa grupe U2.
Kao svjedočanstvo naširoko poznatom Cashovu utjecaju na country, rock i druge moderne glazbene pravce i njegovu raširenu fan bazu, na bilješkama na omotu se nalaze svjedočanstva i čestitke u povodu 70. rođendana mnogih glazbenika - ne samo starih prijatelja i suputnika i suradnika kao što su Willie Nelson, Kris Kristofferson, Tom Petty, bivši posinak Nick Lowe, i žena June Carter Cash, nego i od Keitha Richardsa, Elvisa Costella, Coreyja Taylora i Shawna Crahana iz Slipknota, Kirka Hammetta iz Metallice i Henryja Rollinsa iz Black Flaga.

## Popis pjesama

### Disk jedan
1. "Hey Porter" – 2:13
2. "Cry, Cry, Cry" – 2:23
3. "I Walk the Line" – 2:43
4. "Get Rhythm" – 2:13
5. "There You Go" – 2:17
6. "Ballad of a Teenage Queen" (Jack Clement) – 2:11
7. "Big River" – 2:31
8. "Guess Things Happen That Way" (Jack Clement) – 1:49
9. "All Over Again"
10. "Don't Take Your Guns to Town" – 3:02
11. "Five Feet High and Rising" – 1:46
12. "The Rebel - Johnny Yuma" (Richard Markowitz/Andrew Fenady) – 1:52
13. "Tennessee Flat-Top Box" – 2:58
14. "I Still Miss Someone" (Johnny Cash/Roy Cash Jr.) – 2:34
15. "Ring of Fire" (June Carter/Merle Kilgore) – 2:35
16. "The Ballad of Ira Hayes" (Peter LaFarge) – 4:07
17. "Orange Blossom Special" (E.T. Rouse) – 3:06
18. "Were You There (When They Crucified My Lord)" (tradicionalna, aranžirao Johnny Cash) – 3:51

### Disk dva
1. "It Ain't Me, Babe" (Bob Dylan) – 3:03
  - Izvedena s June Carter Cash
2. "The One on the Right is on the Left" (Jack Clement) – 2:47
3. "Jackson" (Gaby Rodgers/Billy Edd Wheeler) – 2:44
  - Izvedena s June Carter Cash
4. "Folsom Prison Blues" (live verzija) – 2:44
5. "Daddy Sang Bass" (Carl Perkins) – 2:20
6. "Girl from the North Country" (Bob Dylan) – 3:42
  - Izveli Bob Dylan i Johnny Cash; s Dylanova albuma Nashville Skyline
7. "A Boy Named Sue" (Shel Silverstein) – 3:46
8. "If I Were a Carpenter" (Tim Hardin) – 2:59
  - Izvedena s June Carter Cash
9. "Sunday Mornin' Comin' Down" (Kris Kristofferson) – 4:09
10. "Flesh and Blood" – 2:36
11. "Man in Black" – 2:52
12. "Ragged Old Flag" - 3:09
13. "One Piece at a Time" (Wayne Kemp) – 4:01
14. "(Ghost) Riders in the Sky" (Stan Jones) – 3:44
15. "Song of the Patriot" (Marty Robbins/S. Milete) - 3:29
  - Izvedena s Martyjem Robbinsom
16. "Highwayman" (Jimmy Webb) – 3:03
  - Izvedena s Williejem Nelsonom, Waylonom Jenningsom, i Krisom Kristoffersonom kao grupa The Highwaymen
17. "The Night Hank Williams Came to Town" (B. Braddock/C. Williams) - 3:24
  - Izvedena s Waylonom Jenningsom
18. "The Wanderer" (Bono, The Edge, Larry Mullen, Jr., Adam Clayton) – 4:43
  - Izvodi U2 s Johnnyjem Cashom; s albuma Zooropa U2

## Čestitke
Sljedeće osobe su izrazile počast i/ili čestitale 70. rođendan na bilješkama s omota (u ovom redoslijedu):
| - June Carter Cash - Willie Nelson - Kris Kristofferson - Merle Haggard - George Jones - Rosanne Cash - Rodney Crowell - Paul McCartney - Bono (iz U2) - The Edge (iz U2) - Leonard Cohen - John Mellencamp | - Raul Malo (iz The Mavericksa - Dave Matthews - Tom Waits - Chrissie Hynde - Keith Richards - Tom Petty - Elvis Costello - Ray Davies - Nick Lowe - Sam Shepard - Billy Bob Thornton - Matt McDonough (iz Mudvaynea) | - Shawn Crahan (iz Slipknota) - Corey Taylor (iz Slipknota i Stone Soura) - Kirk Hammett (iz Metallice) - Henry Rollins - Shelby Lynne - Al Gore - Nick Cave - Trisha Yearwood - Steve Earle - Tim Robbins |